# Norberto De Angelis
Norberto De Angelis (Piacenza, 1º giugno 1964) è un ex giocatore di football americano che ha giocato nel ruolo middle linebacker ed ex atleta paralimpico italiano.
Vive a Varano de' Melegari, in provincia di Parma.

## Biografia
Figlio del Generale di Brigata Aldo De Angelis e di Maria Rosa Dalla Chiesa, Norberto si dedica allo sport fin dalla gioventù. Si diploma come perito meccanico all'ITIS Leonardo da Vinci di Parma e assolve il servizio di leva nel corpo del 5º BTG Carabinieri di Bologna.
Ha militato a lungo in serie A di football americano diventando anche campione europeo con l'Italia nel 1987.
Nel 1992 è andato in Tanzania come volontario. Durante quell’esperienza è stato coinvolto in un grave incidente stradale che lo ha mandato in coma per due mesi. Al risveglio ha scoperto che non avrebbe più camminato a causa di una lesione midollare con paraplegia post traumatica. Da quel momento è costretto in sedia a rotelle a vita.
Nel 2006 ha cominciato a praticare la handbike. Nel 2007 sconfigge il cancro e si dedica con rinato entusiasmo allo sport.
Nel 2009 ha attraversato gli Stati Uniti in handbike lungo la U.S. Route 66; partendo da Chicago è arrivato al molo di Santa Monica, Los Angeles.
Il 13 ottobre 2011, De Angelis è stato l'ultimo tedoforo della sesta edizione della Giornata nazionale dello sport paralimpico nell'ambito di Parma città Europea dello Sport 2011. La manifestazione è stata aperta dagli assessori allo sport comunale e provinciale, Carlo Alberto Cova e Walter Antonini, e ha visto la campionessa e cantante Annalisa Minetti quale testimonial d'onore.
Dal 2012 partecipa con successo a varie gare nazionali di pesistica paralimpica organizzate dalla FIPE. Grazie al suo esempio ed impegno nel reclutare altri atleti, nasce a Parma il movimento di pesistica per disabili.
Nell’autunno 2013 compie una missione umanitaria nei luoghi del suo incidente in Tanzania, per sensibilizzare le autorità africane all’integrazione delle persone disabili. Inaugura un centro di riabilitazione a Makambako intitolato a suo nome. Anche una tribù Masai gli rende omaggio, facendolo diventare simbolicamente un loro guerriero.
Nel 2014 è il personaggio protagonista del film documentario LESS is MORE, regia di Luca Vasco, un road movie che racconta il viaggio in handbike di Norberto in Tanzania. Attraverso 800 km, Norberto e la sua carovana della solidarietà portano di villaggio in villaggio messaggi di speranza a tutti i disabili africani spesso nascosti per vergogna.
Fa una comparsa nel film Il vincente (2016), con la regia di Luca Magri e ambientato a Parma, sul significato delle dipendenze nel gioco d'azzardo.
Nel 2017 prova a rientrare nel mondo del football americano candidandosi alla presidenza della Federazione Italiana di American Football, venendo battuto da Leoluca Orlando.
Il 3 dicembre 2018 la RAI racconta la storia di Norberto De Angelis al TG1 delle 20 per parlare della giornata internazionale sulla disabilità.
Il 17 luglio 2021 viene nominato responsabile provinciale del Dipartimento Equità Sociale e Disabilità Parma per il Partito Fratelli d'Italia di Giorgia Meloni, prima e brevissima esperienza politica perché a causa di problemi personali decide di abbandonare già dal 2022.
Nel dicembre 2023 è fra i fondatori del Comitato Il Mondo Al Contrario ricoprendo la carica di Coordinatore Nazionale e di Vice Presidente. Comitato senza fini di lucro, con lo scopo di promuovere e coordinare iniziative nel settore culturale, sociale, economico, ambientale ispirate dal pensiero del Dott. Roberto Vannacci riportate nel suo libro "Il Mondo al Contrario".
A cavallo dell'equinozio di primavera, 20 marzo 2025, diventa il Presidente Nazionale del riformato e riassestato Movimento Il Mondo al Contrario su nomina diretta del Generale On. Roberto Vannacci. Associazione politico/culturale che segue il cammino politico dello scrittore ora Europalamntare della Lega per Salvini Premier.

## Carriera nel football americano

### Giocatore
Inizia a giocare a football americano nel 1981 e già nel 1983 esordisce in serie A con i Panthers Parma che in quella stagione raggiungono i play off.
Nel 1984 diventa Campione d'Italia under 20 con i Bobcats Parma.
Nel 1985 è ancora in serie A con i Panthers Parma con i quali raggiunge nuovamente i play off.
Nel 1986 sospende l'attività agonistica a causa di un incidente stradale che ne debilita un arto inferiore.
Nel 1987 è vice Campione d'Italia con i Seamen Milano con i quali raggiunge ancora i play off nel 1988. Il club lo inserirà nel 2013 viene inserito nella propria Hall of Fame.
Nel 1989 ritorna nei Panthers Parma con i quali gioca per due stagioni.
Nel 1991 e 1992 gioca ancora in serie A con i Towers Bologna e i Jets Bolzano.
Sempre nel 1992 è fra i selezionati per la partita dimostrativa "All Star" che vince con la squadra dell'Ovest.

### Nazionale
Nel 1987 è uno dei protagonisti della vittoria della Nazionale Italiana ai Campionati Europei di Helsinki, stabilendo anche il record di placcaggi di quell'edizione Football.

### Allenatore
Nel 1996 rientra nel mondo del football americano come defensive coach dei Nightmare Piacenza, vincendo il campionato di A2 e quello successivo la Winter League.

## Sport disabili

### Handbike

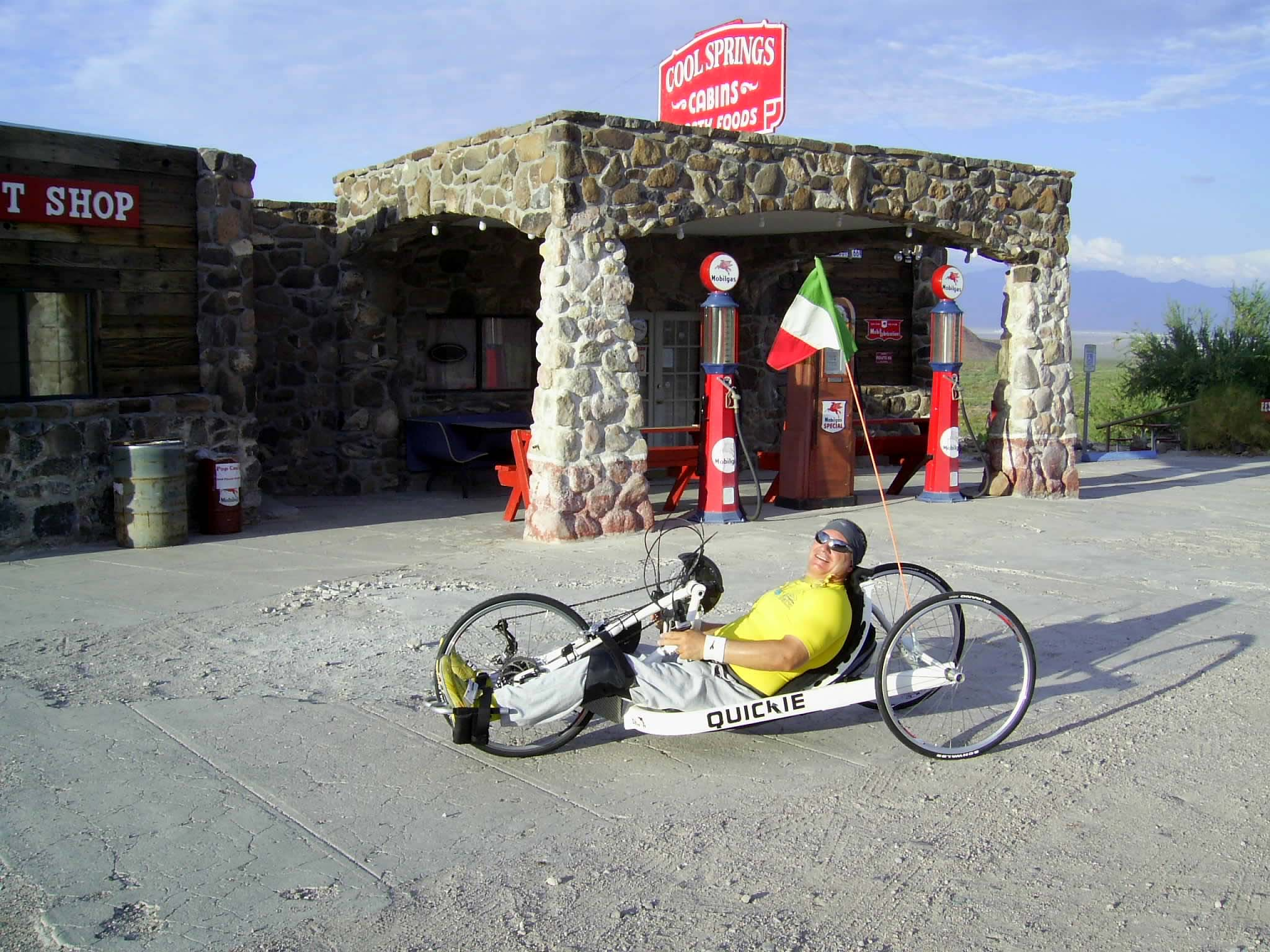
Norberto De Angelis nell'attraversamento della Route 66

Dal 2006 al 2008 partecipa ad alcune maratone.
Nel 2009 percorre i 3798 km (sua rilevazione GPS) di tutta la US Route 66 in handbike, primo atleta disabile al mondo a riuscire nell'impresa.
Nel 2013, sempre in handbike, attraversa da Ovest a Est tutta la Tanzania, ossia il Paese dove era stato coinvolto nell'incidente che lo aveva costretto sulla sedia a rotelle, mentre svolgeva opere di volontariato.

### Pesistica FIPE

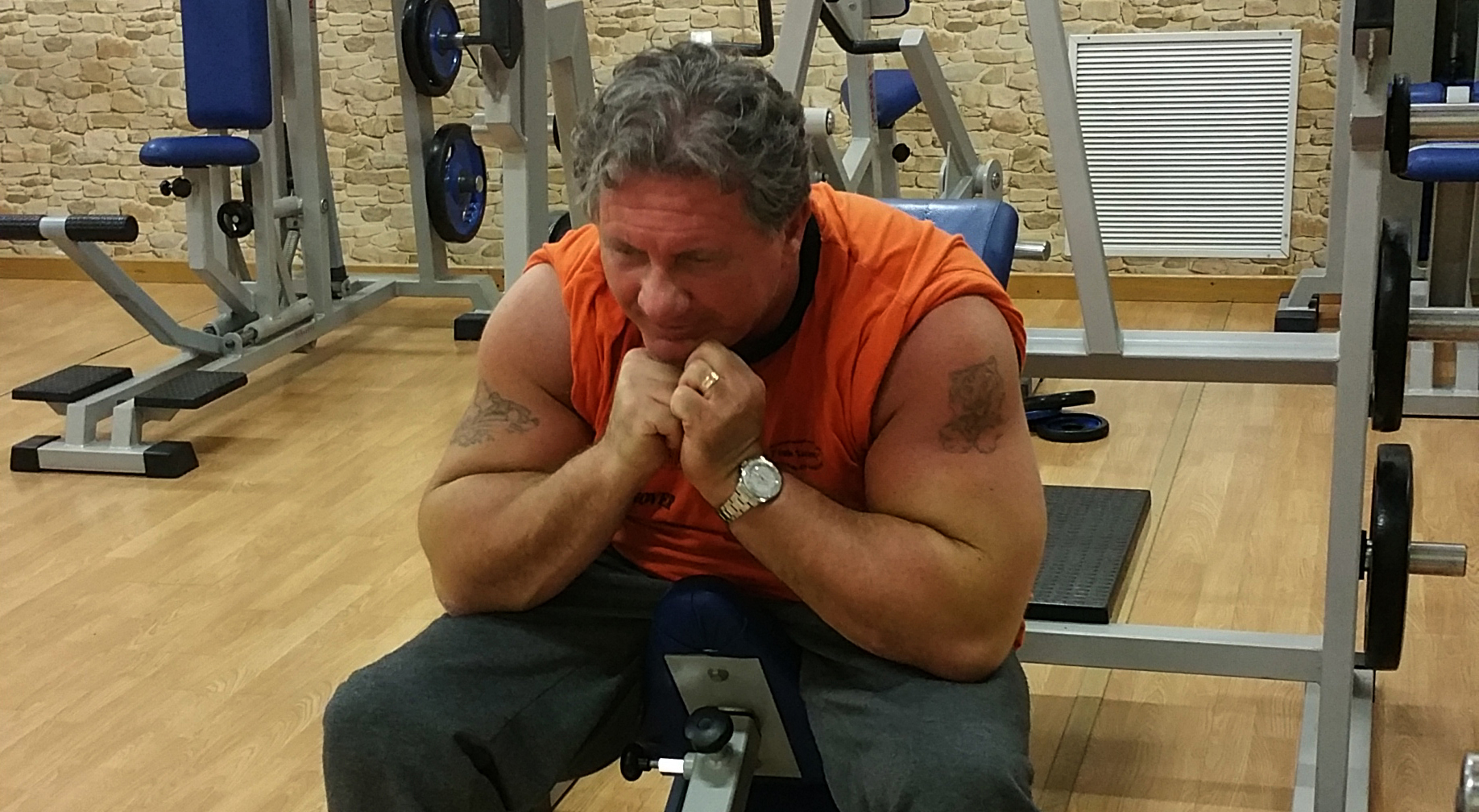
Norberto De Angelis impegnato nella preparazione dei campionati nazionali di pesistica paralimpica

Nel 2011 inizia a praticare la specialità paralimpica del sollevamento pesi
Il 23 giugno 2012 diventa campione Italiano di pesistica paralimpica (distensione su panca) nella categoria oltre 85 kg a Città di Castello in provincia di Perugia e nel settembre 2012, dopo 25 anni, ritorna a vestire la maglia azzurra in altra disciplina sportiva.
Il 14 novembre 2015, diventa vice Campione Italiano di pesistica paralimpica (distensione su panca) nella categoria oltre 88 kg ai campionati di Vedano Olona in provincia di Varese.
Il 22 maggio 2016, vince la coppa Italia di pesistica paralimpica (distensione su panca) nella categoria oltre 88 kg stabilendo anche il record italiano di categoria a Sala Baganza in provincia di Parma.

### Wheelchair Dance Sport FIDS
Nel 2018 la ballerina ed amica Erika Ferrari, lo invita a provare con lei la danza sportiva nella sua palestra di Noceto (PR).
Il 27 gennaio 2019, Erika e Norberto vincono come coppia i Campionati Italiani Assoluti di danza sportiva (Wheelchair Dance) nella categoria Combi over 13, classe WDS1, disciplina Freestyle a Rimini.

## Onorificenze
- Socio onorario Parma Farnese Lions Club[35][36].

## Riconoscimenti
- L'11 novembre 2009 riceve la Civica Benemerenza dal comune di Varano de' Melegari (Parma)[37].
- Nell'aprile 2013 viene inserito nella Hall Of Fame dei Seamen Milano[11].
- Nell'agosto 2013 viene nominato Ambasciatore di Parma nel mondo[38].
- Il 13 gennaio 2014 riceve la Civica Benemerenza dalla Città di Parma[39][40].

## Filmografia

### Attore
- Less is More, documentario regia di Luca Vasco (2014)
- Il vincente, film regia di Luca Magri (2016)

## Libri

### Romanzo autobiografico
- Norberto De Angelis, Cuore d'ebano[41], Youcanprint, 2016, ISBN 9788892629042.

### Altro
- Giovanni Terzi, Eroi quotidiani. Storie eccezionali di gente comune, Cairo Editore, 2018, ISBN 8860529301.